# Spilimbergo
Spilimbergo (friaulisch Spilimbèrc, deutsch Spengenberg) ist eine Kleinstadt in Friaul in Oberitalien. Sie liegt westlich des Tagliamento auf einem Plateau und hat 11.778 Einwohner (Stand 31. Dezember 2023).

## Sehenswürdigkeiten
Der gotische Dom wurde zwischen 1284 und 1359 errichtet; neben sehenswerten Fresken kann man auch eine Orgel aus dem 16. Jahrhundert sowie eine Krypta aus romanischer Zeit sehen.
Das Schloss der Spengenberger (bairisch) – von diesem Geschlecht rührt auch der Name der Stadt her – umfasst eine Reihe von Gebäuden aus unterschiedlichen Epochen. Teile der Fassade sind mit Fresken geschmückt, daher hat das Schloss den Beinamen „Palazzo dipinto“ (bemalter Palast).
Die Stadt stand von 1278 bis 1509 unter habsburgischer Herrschaft.

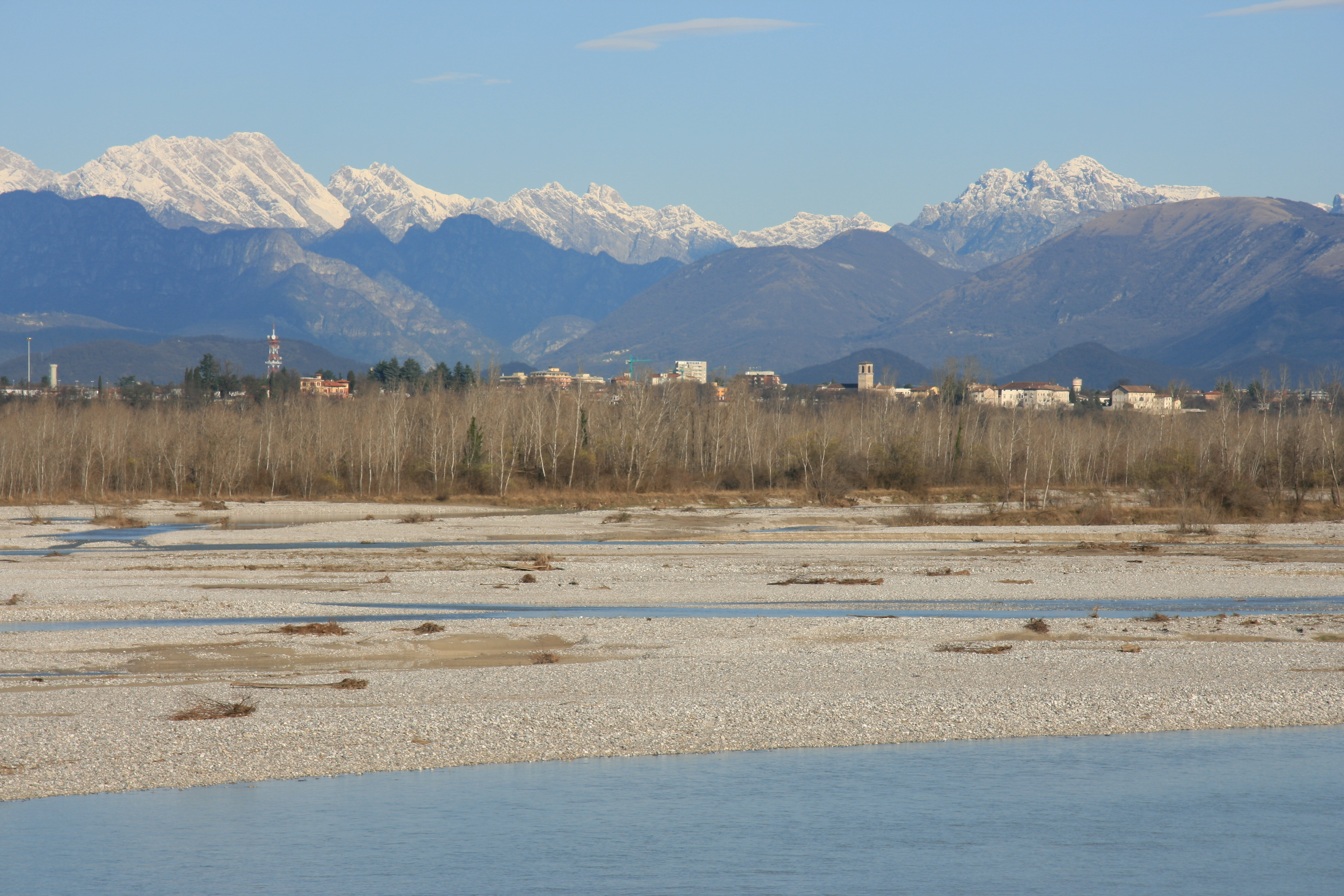
Der Fluss Tagliamento im Vordergrund und die Stadt Spilimbergo im Hintergrund.
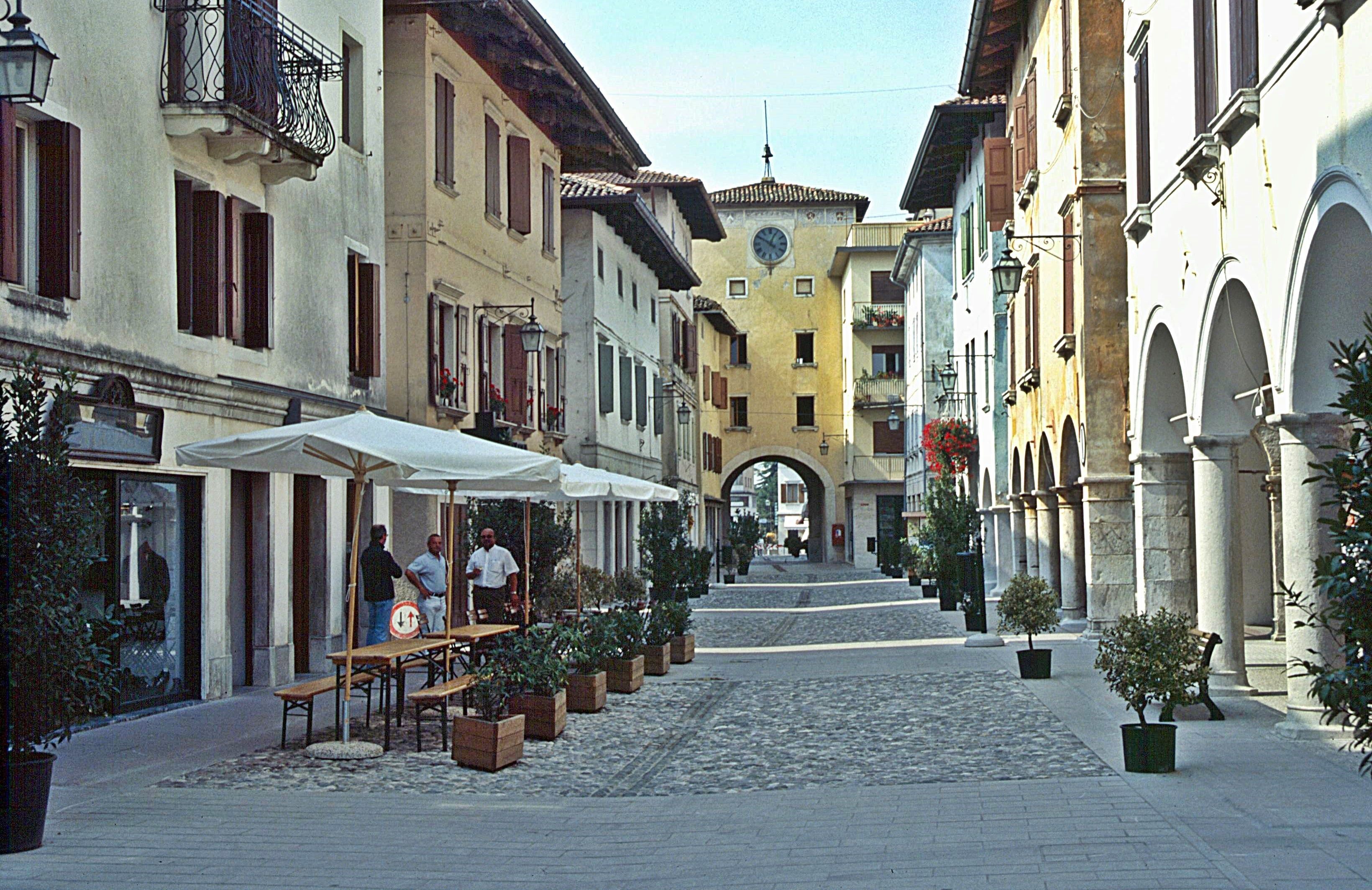
In der Altstadt von Spilimbergo.
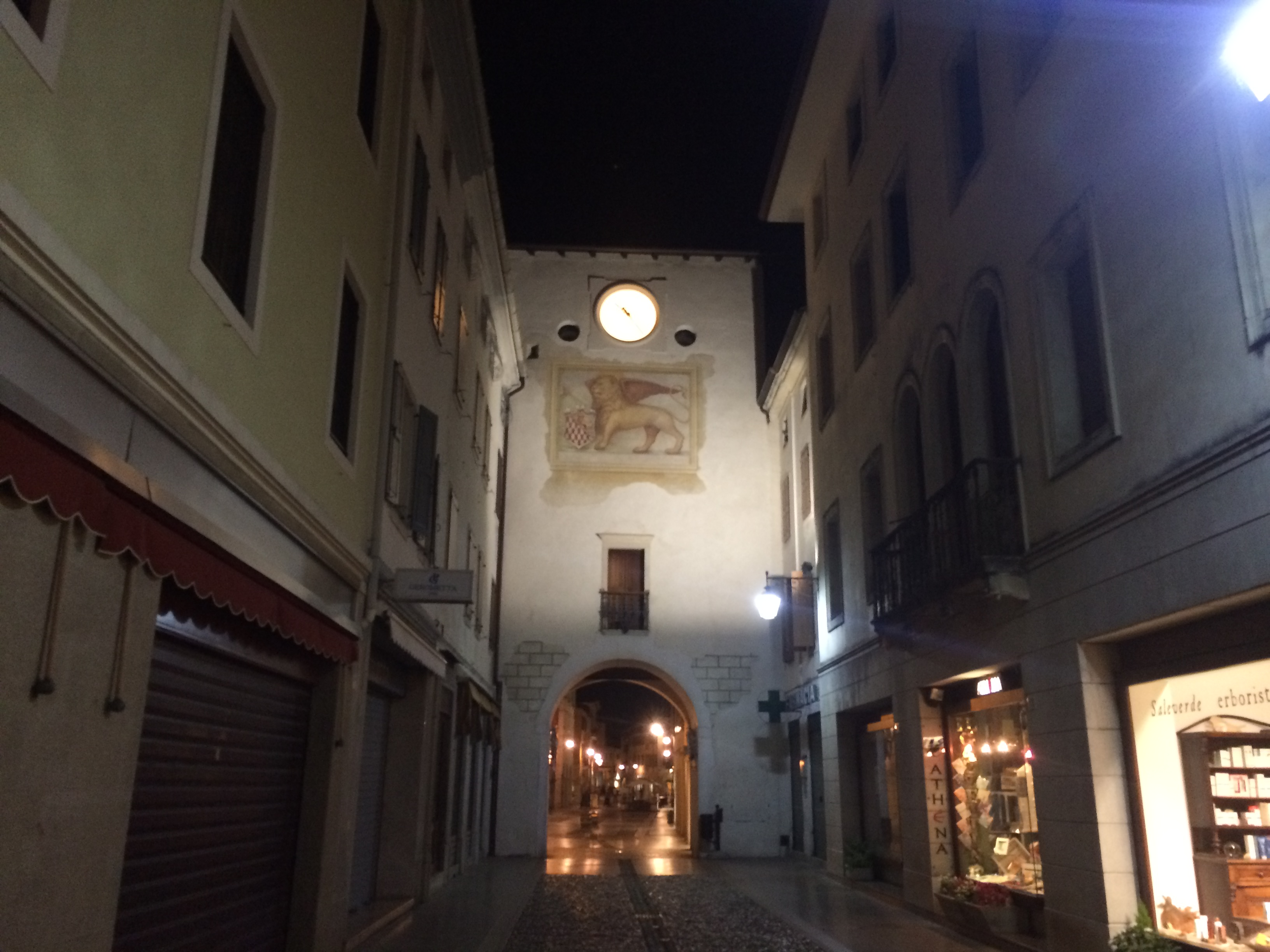
Ein Durchgang durch einen Turm mit einem Markuslöwen im Zentrum von Spilimbergo bei Nacht.

## Die Mosaik-Schule
In der Mosaiken-Schule werden alte Mosaik-Techniken gelehrt. Die Geschichte der örtlichen Mosaikkunst geht auf das Ende des 17. Jahrhunderts zurück, als Steinmetze und Fußbodenleger aus den Dörfern um Spilimbergo auf den Baustellen Venedigs arbeiteten. Das Institut stellt Mosaiken her, die Flughäfen, Universitäten, königliche Paläste und Kathedralen dekorieren. Im Institut wird eine Sammlung von Kartons und Mosaikarbeiten aufbewahrt.

## Söhne und Töchter der Stadt
- Carla Cimatoribus (* ≈ 1977), italienisch-deutsche Ingenieurin, Hochschullehrerin und Fachautorin
- Nada Cristofoli (* 1971), Radrennfahrerin
- Daniele D’Agaro (* 1958), Jazz-Saxophonist
- Irene di Spilimbergo (1540–1559), Künstlerin der Renaissance
- Umberto Zannier (* 1957), Mathematiker